# Dudgeonea actenias
Dudgeonea actenias är en fjärilsart som beskrevs av Turner 1902. Dudgeonea actenias ingår i släktet Dudgeonea och familjen Dudgeoneidae. Inga underarter finns listade i Catalogue of Life.